# 新疆人民剧场
新疆人民剧场（維吾爾語：شىنجاڭ خەلق تىياتىرخانىسى‎），也称南门人民剧场、新疆艺术剧院人民剧场，是具有欧亚建筑风格和民族特色的剧场，也是中华人民共和国新疆维吾尔自治区乌鲁木齐市的地标，位于天山区。新疆人民剧场于1956年建成，1957年正式营业。此后几经改造、维护，其主体结构和建筑规模基本维持原貌。是全国重点文物保护单位、中国20世纪建筑遗产。
新疆人民剧场是新疆人民举办政治、文化活动的重要场所。新疆人民剧场的管理机构为“新疆艺术剧院人民剧场（新疆人民剧场）”，是隶属于新疆艺术剧院的事业单位。新疆人民剧场既承担中国共产党新疆维吾尔自治区委员会、新疆维吾尔自治区人民政府的重要会议、文艺演出、庆典、集会等活动；也接待文艺团体、区市各大厅局、企事业单位、社会团体等单位的会议、演出、庆典、集会等活动；还开展文艺演出、电影放映、场地出租等经营活动；同时经营电影。

## 建设

### 位置与背景
新疆人民剧场坐落在中华人民共和国新疆维吾尔自治区乌鲁木齐市天山区建中路2号，解放北路与人民路交口的西南角。:20-21其南侧为一排餐厅和店铺，正面是文化休闲广场，西南侧有新疆人民出版社、新华书店等。
选址时此地为乌鲁木齐市南门外广场，新疆和平解放典礼中，中国人民解放军与民族军在此汇合。此地也是南关与乌鲁木齐城内联系的枢纽，是市中心之一。为配合新疆人民剧场的建设，南门广场中轴线后向南移动20米，与其东侧的新疆人民剧场公用同一轴线。:20-21建设之前，南门广场东侧是一片密集的民房，且每户都有深约5、6米的水井，共计72口。这些水井曾给新疆人民剧场的设计带来困难。:40-42

### 设计和建设
新疆维吾尔自治区筹建时，决定建设一座标志性政治、文化场所。新疆人民剧场的设计工作被提上日程。刚成立不久的中国人民解放军新疆军区工程处设计科负责设计新疆人民剧场，设计之初该场所名为新疆人民剧院。:40-42科长刘禾田，其夫人、建筑股股长金祖怡，责任工程师周曾祚、高征录、杨敏等人共同设计了新疆人民剧场。设计科此前已有设计八一剧场的经验。施工图于1955年6月完成，其他图纸于施工时补齐。新疆人民剧场的设计参考原型包括苏联乌兹别克苏维埃社会主义共和国塔什干的纳瓦伊剧院，北京市已建成的首都剧场、正在建设的天桥剧场等剧院、剧场，也参考新疆各地的古建筑。设计时，从喀什地区邀请两位维吾尔族老匠人参与建筑的多处纹样模板雕镌。:27-32; 40-42
1955年8月，人民剧场正式由新疆生产建设兵团建筑工程第一师（今新疆生产建设兵团第十一师）一团施工建设。1956年，人民剧场设计曾被中华人民共和国建筑工程部送展到当年的波兰国际建筑博览会。剧场于这一年的12月中旬完工，并在1957年1月12日举行了开幕典礼。1957年7月，新疆人民剧场正式运行。新疆人民剧场的建设总投资385万元人民币。

## 使用运营
新疆人民剧场建成至1980年代初，一直是新疆维吾尔自治区重大政治、文化活动的举办地。在新疆人民会堂建成以前，如多届的党代会、人代会、政协会等重要会议将新疆人民剧场作为主会场。朱德、刘少奇、陈毅、贺龙、王震等中华人民共和国或自治区领导人曾在此出席会议或观看表演。来自俄罗斯、美国、罗马尼亚、土耳其等国家和地区的艺术剧团及中国国家交响乐团等中国大陆艺术团先后在新疆人民剧场举办过演出。自建成到2025年，新疆人民剧场承接至少4000场各类艺术团体演出。
1985年，新疆人民剧场的经营开始市场化，虽然其经营活动依然以文艺演出、召开会议为主，但也开始举办舞会、放映电影。《艾里甫与赛乃姆》等影片也将新疆人民剧场作为取景地。不过，此时剧场的经营入不敷出。从1986年到1999年，因为无力支付采暖费用，新疆人民剧场进入“半瘫痪”运营模式：半年经营，半年歇业。剧场前的广场更是管理混乱，白日遍布摊贩，遮阳棚布乱置，夜晚则无灯光，漆黑一片，成为“连鬼都不敢来”的地方。期间，甚至有人提出将新疆人民剧场改用作桑拿洗浴场所，不过最终在刘合田等人的努力下，建筑得以保全。:57进入21世纪后，经历数次修缮、改造的新疆人民剧场的经营得到改善。2005年，新疆人民剧场的电影放映收入与改造前相比提升20倍，并一度成为拥有乌鲁木齐市首位电影票房的影院。2011年，新疆人民剧场的票房超过2100万元人民币，成为中国电影集团数字院线票房当年票房最高的影院。许多电影会选择新疆人民剧场作为其首映式的举办地，如电影《我的父亲母亲》《小马鞭》等。
2020年代开始，新疆人民剧场的经营范围不再仅限于演出、会议、电影。2023年初，新疆人民剧场发布原创歌曲《南门》，歌曲由新疆生产建设兵团歌舞剧团演员古丽巴努·艾尔肯演唱。同年，伊犁哈萨克自治州非物质文化遗产代表性项目“伊犁传统冰淇淋制作技艺”申报单位之一的伊宁市古兰丹姆干果冰淇淋店在新疆人民剧场开设分店，并开设古兰丹姆冰淇淋电影非遗工坊。2024年开始，设驻场演出《喜剧魔术秀》《乌托邦脱口秀》等。新疆图书馆·人民剧场分馆也于此时设立。2025年，新疆人民剧场开设南门剧社，也开始引入沉浸式戏剧、素描喜剧、单口喜剧、即兴喜剧等新兴演出形式。同时，新疆人民剧场还会举办艺术展演季、艺术周、百姓舞台、文艺讲堂等活动，以及配合《新疆人民剧场建筑艺术展》《赓续红色基因 共促文旅繁荣——新疆文艺发展七十年掠影》图片展，开展旅游研学项目。

## 修缮保护

#### 改造修缮
1975年，因国际代表团的到访，新疆人民剧场增设贵宾室，并将南北两侧外廊增设混凝土花格，形成新的空间。1985年和1995年，人民剧场进行过两次大型维修和粉刷。:56-591999年开始，新疆维吾尔自治区电影发行放映公司开始修缮改造人民剧场，改善了剧场内外的环境，并完成亮化工程。同时更新包括SR-D在内的电影放映技术。在21世纪初期，新疆人民剧场自筹资金多次装修改造。在入口处更换水晶吊灯、增设地暖系统、铺设地砖、改置空调和排风系统。同时，引进中国大陆西北地区首个3D电影设备等技术设备。:56-592014年，新疆人民剧场的室内外进行了一次粉刷和修缮保护。
2019年，国家文物局开展新疆人民剧场修缮项目。修缮工程由新疆建筑设计研究院有限公司和新疆文物保护中心合作承接，由新疆建筑设计研究院有限公司副总工程师范欣担任修缮工程的设计总负责人。此次修缮工程可被视为新疆人民剧场第一次“真正意义上”的修缮工程。重新设计、改善了历次改造导致的风格杂糅、良莠不齐的情况，如将被影厅挤占的空间恢复；将二、三层PVC地板胶还原成水磨石地板；将中庭墙面、天棚按原色重新粉刷；将主入口比例、选材失调的门斗重新设计，升级舞台吊杆、灯光等。并增设无性别公共卫生间等可提升使用效率的设施设备。此时的新疆人民剧场有14个电影放映厅，所有银幕为增益高亮度金属银幕。2021年2月，新疆人民剧场重新开放。:63-96

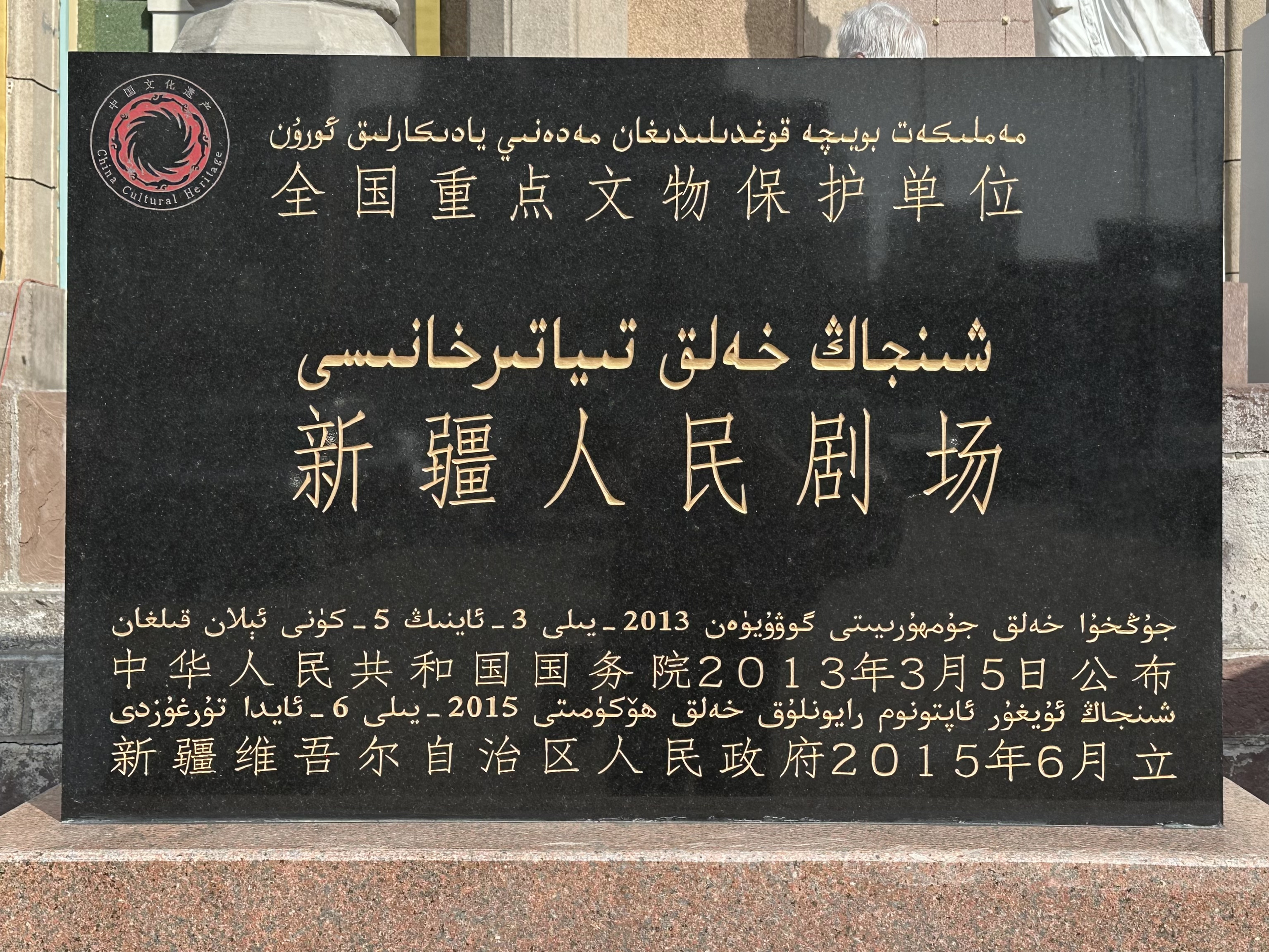
新疆人民剧场是全国重点文物保护单位

#### 保护名录
2004年11月，新疆人民剧场被乌鲁木齐市人民政府列入乌鲁木齐市文物保护单位。2007年6月，新疆维吾尔自治区人民政府公布第六批新疆维吾尔自治区文物保护单位，新疆人民剧场位列其中。2013年3月，中华人民共和国国务院公布第七批全国重点文物保护单位，新疆人民剧场作为近现代重要史迹及代表性建筑位列其中。2018年11月，新疆人民剧场录入第三批中国20世纪建筑遗产名录。

## 建筑与雕塑

### 主体
新疆人民剧场为坐东朝西的砖石结构建筑，占地面积近3500平方米，建筑面积超过9800平方米。主体建筑地上三层，后部建筑地上四层，建筑高16米左右。一层层高近5米，二层层高超过3.5米，三层和四层、地下室层高均为3.3米。:20-32新疆人民剧场顶部为穹窿圆形屋顶。建筑平面沿主轴线对称，西立面为建筑主立面，主入口位于此面，主入口处树立有高大且铺满石膏装饰的廊柱，门廊柱的柱式参考自维吾尔族古宅的木柱。东立面设计相对简洁。南、北立面原为外廊，后新增混凝土花格图案，使得南、北立面变化丰富。建筑外墙、柱为水刷石抹面，存有石膏雕饰。:56
自主入口进入后，沿中轴线自西向东有八边形中庭、序厅、观众厅、舞台等主要空间，其中观众厅可容纳超过700位观众，舞台780平方米，主舞台台口宽14米、高8米、舞台深度超过18米。室外窗框、门廊外墙、室内天花、墙裙、石膏装饰的色彩主要以维吾尔传统建筑中常用的绿色、蓝色为基调。建筑装饰纹饰有维吾尔传统建筑中常见的植物枝叶、藤蔓、花卉等主题，也有中原传统建筑中常见的莲花、宝瓶等主题。室内水磨石地砖以暗红色、浅绿色为主，多块地砖拼接、嵌套成菱形、三角形等几何图案。地面中庭地砖拼接成雪莲花图案。八边形中庭、公共区域采用浅黄色墙面，湖蓝色墙裙。观众厅墙面以湖蓝色为底色，点缀有金色纹饰，白色石膏线勾勒边界。舞台台口处色彩丰富。:20-32; 36-37; 50-51; 59新疆人民剧场天棚主要采用24米跨钢桁梁，侧厅、观众厅前的序厅天棚采用新疆传统建筑中的密肋梁，加以中国传统建筑中雀替修饰细节。

### 雕塑
新疆人民剧场大门两侧分别立有《舞蹈》与《弹唱》两尊雕塑，一层南、北的侧厅墙上则有《收葡萄》《哈萨克族牧羊女》《维吾尔族舞蹈》三组浮雕，整座建筑的窗框、门廊外墙、室内天花、墙裙都存有石膏雕饰。《舞蹈》与《弹唱》各高3.5米，表现的是一歌一舞的男女，男歌手弹着维吾尔族传统乐器热瓦甫，女舞蹈家表演着舞蹈。:32-35; 50-55
当时的中国人民解放军新疆军区工程处设计科建筑股成立了雕塑组（后改为建筑艺术组），新疆人民剧场的雕塑皆由其创作。雕像《舞蹈》与《弹唱》、浮雕《哈萨克族牧羊女》主要由组长李宇翔设计制作，浮雕《收葡萄》和《维吾尔族舞蹈》主要由宋兴华创作。制作雕像时，维吾尔族舞蹈家康巴尔汗·艾买提等对舞蹈的手型和舞鞋等方面提出建议。剧场内外的石膏雕饰则是先由维吾尔族民间艺人先雕刻拓印，后由专业人员在拓印图案的基础上翻制而成。其中浮雕《收葡萄》获得了全国青年美术作品展一等奖。:32-35; 50-55
然而在文化大革命破四旧期间，两尊雕像遭受破坏，雕像的鼻子、手指、衣饰等突起部分先是被砸毁，后两尊雕像直接遭到丢弃。剧场内部浮雕、装饰由剧场副主任相义保护：利用语录牌、口号标语覆盖住浮雕，才使得浮雕逃过一劫。1980年12月的新疆维吾尔自治区人民代表大会会议中，乌鲁木齐市规划院技术员蔡美权提出“恢复人民剧场正门民族歌舞雕像”的提案，提案在1981年夏天被采纳。李宇翔被邀请回新疆参与雕像的恢复工作，1982年10月，《舞蹈》与《弹唱》两尊雕像重新立起。新立的雕像比原雕像高出超过1米，雕像的神态、姿势与原雕像略有不同。:32-35; 50-55